# Эоган Бел

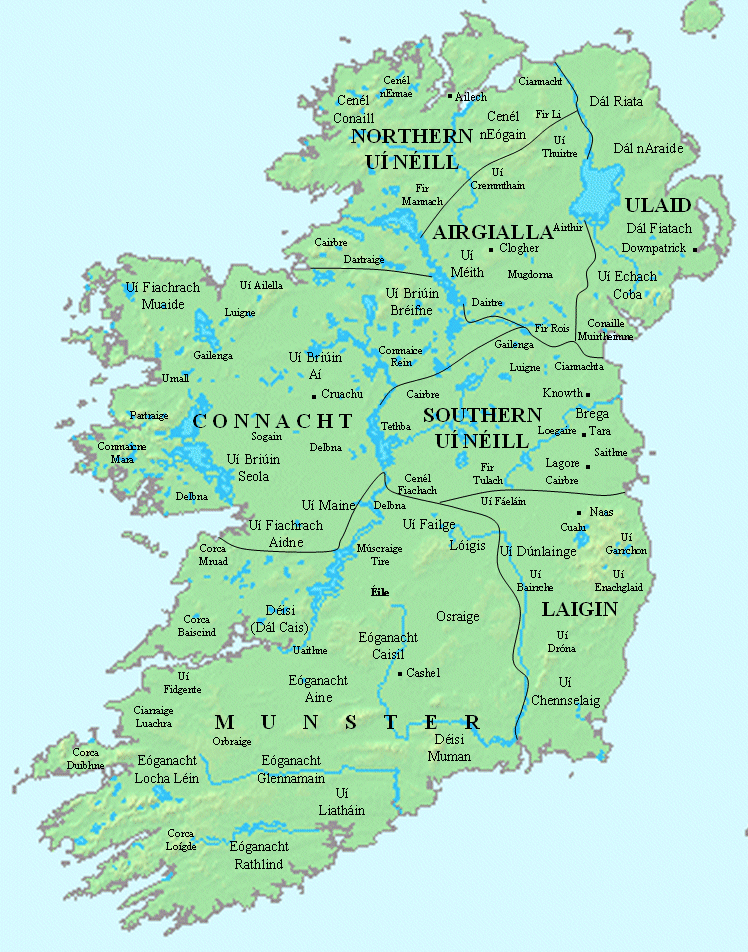
Ирландия в Раннее Средневековье

Эоган Бел (Эоган Рот; др.‑ирл. Eógan Bél; погиб в 543 или 547) — король Коннахта (502—543/547) из рода Уи Фиахрах.

## Биография

### Исторические источники
Основными историческими источниками о жизни Эогана Бела являются ирландские анналы. Также ряд уникальных, часто противоречащих свидетельствам анналов известий о короле Эогане содержится в написанном в XII веке житии его сына, святого Келлаха Киллалского. Хотя этот источник полон анахронизмов, предполагается, что в нём нашли отражение предания рода Уи Фиахрах о реально происходивших событиях середины VI века.

### Происхождение
Отцом Эогана Бела был Келлах, а дедом — правитель Коннахта и верховный король Ирландии Айлиль Молт. Келлаху не удалось унаследовать власть своего отца: после смерти короля Айлиля власть в Коннахте перешла к его двоюродному дяде Дауи Тенге Уме из рода Уи Бриуйн, а титул верховного короля достался Лугайду мак Лоэгайри из числа Уи Нейллов. Только после смерти Дауи Тенги Умы, погибшего в 502 году в сражении с верховным королём Ирландии Муйрхертахом мак Эркой, Эоган Бел смог получить власть над Коннахтом. В «Лейнстерской книге» и трактате «Laud Synchronisms» Эоган Бел наделяется тридцатью семью годами правления. Своё прозвище — «Рот» (др.‑ирл. Bél) — Эоган получил за то, что в спорах твёрдо отстаивал интересы приближённых к нему лиц.

### Король Коннахта
Как и при его предшественнике на престоле, в правление Эогана Бела одними из главных врагов коннахтцев продолжали оставаться Уи Нейллы, правившими находившимися на севере Ирландии королевствами Айлех и Кенел Конайлл. Первое известное свидетельство о подобном конфликте при короле Эогане датировано 531 или 533 годом. По свидетельству анналов, в этом году верховный король Муйрхертах мак Эрка разбил коннахтцев в сражении при Айдне.
Более успешными были войны коннахтцев с расположенным к востоку от их земель королевством Миде. В 538 году правитель Миде Мане мак Кербайлл попытался подчинить своей власти коннахтское суб-королевство Уи Мане. Король Мане потребовал от правителя этого королевства Гоибненна мак Конайлла из септа Уи Фиахрах Айдне выдать ему заложников, а когда тот отказался это сделать, начал военные действия. Однако в сражении при Клайнлохе (около современного Горта) Мане мак Кербайлл потерпел поражение и пал на поле боя.
По свидетельству «Жития святого Келлаха», примерно в это же время Эоган Бел сам начал нападать на владения своих соседей. Постоянные успехи этих набегов создали Эогану репутацию бесстрашного вона и удачливого правителя. Вероятно, основными целями нападений были земли королевств Айлех и Кенел Конайлл. Для противодействия коннахтской экспансии правители Северных Уи Нейллов заключили союз, в который вошли короли Айлеха Форггус мак Муйрхертайг и Домналл Илхелгах, а также их дальние родственники, король Кенел Конайлл Айнмере мак Сетнай и его брат Ниннид. В ирландских анналах сообщается о том, что в 543 или в 547 году союзники вторглись в Коннахт и в кровопролитном сражении на берегу реки Сликех (около современного города Слайго) нанесли поражение коннахтскому войску. Эоган Бел пал на поле боя, а его отрубленная голова была взята победителями сражения в качестве трофея. В то же время, «Житие святого Келлаха» приводит другую версию гибели Эогана Бела, повествуя о победе коннахтцев и бегстве их врагов. Однако, по свидетельству этого источника, сам Эоган получил в сражении смертельное ранение и вскоре скончался. Перед смертью он назначил своим преемником сына, монаха Келлаха, но тот не сумел удержать власть в своих руках и был вынужден снова возвратиться в монастырь. Эоган завещал похоронить себя в Райт Уа Фиахрах, стоящим лицом к северу и с красным копьём в руке. Умирая, он предсказал, что пока его тело будет покоиться на земле его рода, ни один враг не сможет победить коннахтцев в битве. Согласно житию, это пророчество выполнялось до тех пор, пока Северные Уи Нейллы не извлекли Эогана из могилы и не похоронили повторно вблизи озера Лох-Гилл, положив его тело лицом вниз.

### Семья
Средневековые генеалогические трактаты сообщают, что у Эогана Бела было четыре сына: святой Келлах Киллалский, Айлиль Инбанда, унаследовавший после смерти отца престол Коннахта, Аэд Фортобол и Муйредах.

## Комментарии
1. ↑  По свидетельству жития, главным врагом святого Келлаха был король Коннахта Гуайре Айдне, в действительности живший в середине VII века[1].
2. ↑  В некоторых средневековых текстах Эоган Бел называется сыном короля Дауи Тенги Умы. Однако современные историки считают такое мнение ошибочным[1].
3. ↑  В «Житии святого Келлаха» упоминаются только два сына короля Эогана: Келлах и Муйредах[2].